# Simon-Joseph Pellegrin
Pour les articles homonymes, voir Pellegrin.
L'abbé Simon-Joseph Pellegrin, né à Marseille le 21 mars 1663 et mort à Paris le 5 septembre 1745, est un poète, librettiste et dramaturge français.

## Biographie
Fils d'un conseiller au Présidial de Marseille, il semble que Pellegrin était destiné par son père à la carrière ecclésiastique, d'où le titre d'abbé qu'il porta toute sa vie, à la suite d'engagements religieux prononcés dès le début de sa vie d'adulte. Toutefois, à l'époque, très clairement, le terme désignait quelqu'un qui n'avait prononcé que des vœux le faisant accéder aux ordres mineurs, et qui n'était donc pas prêtre.
Selon le Dictionnaire des théâtres, d'Antoine de Léris, Pellegrin « fut d'abord religieux dans l'Ordre des Servites à Moustiers ; mais s'étant lassé de cet état au bout de quelques années, il passa sur un Vaisseau en qualité d'Aumônier ». De retour en France en 1703, il gagna Paris et y composa ses premiers poèmes. L'un d'eux fut le point de départ d'une reconnaissance officielle puisque son Epître à Louis XIV, louant les prouesses guerrières du roi, remporta le prix de l'Académie française en 1704.
Toujours selon Léris, c'est grâce à l'appui de Madame de Maintenon que Pellegrin réussit à échapper aux sollicitations de ses supérieurs religieux, désireux qu'il réintègre au plus vite et définitivement son ordre. Nanti d'une dispense papale, il intégra l'ordre de Cluny. Dès lors, il se mit au service de diverses écoles, telles que la Maison royale de Saint-Louis à Saint-Cyr, pour lesquelles il fournit quantité de poèmes, psaumes et cantiques. Cette inspiration d'ordre pédagogique et spirituel ne l'empêcha nullement de développer ses talents auprès de l'Opéra, aussi bien que des théâtres de la foire (qui sont à l'origine de l'opéra-comique), ce qui fit dire au poète Rémy, dans une phrase visant au polémique : « Le matin catholique et le soir idolâtre. Il dînait de l'Église et soupait du théâtre ». En réalité ces deux vers, qu'on cite toujours, ne sont au mieux qu'un trait d'humour, un mot d'esprit de la part de ce poète passablement oublié aujourd'hui. Depuis les débuts de l'époque baroque, les Jésuites, désireux d'unir le « monde » et l'Église, avaient adopté une démarche voisine. Et de fait, ces différents univers musicaux avaient partie liée, les différents interprètes ayant tous, à l'origine, été formés par l'Église. Tous ces domaines s'interpénétraient. Il reste que le désir d'union n'était pas unanimement partagé, d'une part comme de l'autre. Pour nous actuellement, Pellegrin est surtout connu comme un des grands librettistes d'opéras à destination de quelques-uns des principaux compositeurs de cette époque.
Léris poursuit ainsi : « L'Abbé Pellegrin étoit un excellent Grammairien & un Auteur très-fécond ; à quoi il joignoit beaucoup de bonté, & une grande simplicité de mœurs. Par respect pour son caractère, il fit paroître la plûpart de ses ouvrages dramatiques sous le nom de Jacques Pellegrin son frère, qu'on appelloit le Chevalier ».
On a souvent dit que Marie-Anne Barbier était le nom d'emprunt de Pellegrin, mais elle était en réalité sa collaboratrice.
Il fut parmi les participants aux salons littéraires et aux fêtes des Grandes Nuits de Sceaux, donnés par la duchesse du Maine, dans le cercle des Chevaliers de la Mouche à Miel, au Château de Sceaux.

## Pellegrin et Rameau
Avant de collaborer avec Jean-Philippe Rameau, organiste, claveciniste, compositeur pour l'Opéra de Paris (l'Académie de Musique) et philosophe des Lumières, Pellegrin fit ses armes avec le contrebassiste de l'Opéra et compositeur Michel Pignolet de Montéclair. En 1732, le succès remporté par la tragédie lyrique Jephté (en), de ce dernier, permit au librettiste de répondre à la sollicitation de Rameau pour la composition du livret d'Hippolyte et Aricie, sa première pièce pour l'opéra, écrite après avoir entendu le prologue de Jephté. L'anecdote veut que Pellegrin aurait demandé le versement préalable de 500 livres mais, entendant les premières notes, il aurait déchiré le billet en arguant qu'un tel génie n'avait pas besoin qu'on exigeât de lui une telle garantie.
La préface que l'auteur mit à son poème est une véritable réflexion sur l'art poétique dans laquelle il analyse les différences entre lyrisme et dramatisme :
« Quoiqu’une noble hardiesse, soit un des plus beaux apanages de la poésie, je n’aurais jamais osé, après un Auteur tel que Racine, mettre une Phèdre au théâtre, si la différence de genre ne m’eût rassuré : jamais sujet n’a paru plus propre à enrichir la scène Lyrique, & je suis surpris que le grand Maître de ce théâtre, ne m’ait prévenu dans un projet qui m’a flatté d’une manière à n’y pouvoir résister. Le merveilleux dont toute cette fable est remplie, semble déclarer hautement lequel des deux spectacles lui est plus propre. Mon respect pour le plus digne rival du grand Corneille, m’a empêché de donner cette tragédie sous le nom de Phèdre. Sénèque a traité le même sujet sous le nom d’Hippolyte, parce qu’il s’agit de la mort de son héros ; mais comme Ovide le fait revivre sous le nom de Virbius dans la forêt d’Aricie, j’ai crû qu’une Princesse du nom de cette forêt, pouvait entrer naturellement dans le titre de ma Pièce. C’est RACINE même qui m’a fourni cet Épisode, & je l’ai adopté avec d’autant plus de plaisir, que le nom d’Aricie donne lieu de présumer que cette Princesse, reste malheureux du sang des Pallantides, pourrait bien avoir fait appeler ainsi, l’heureuse contrée que Diane soumit à ses lois, aussi bien qu’à celles d’Hippolyte.
Mais ce n’est pas assez de justifier le choix de mon sujet & le titre de ma Pièce ; il m’importe infiniment davantage de faire voir si ma fable est raisonnable. J’avouerai d’abord, sans prétendre censurer l’élégant Auteur qui m’a ouvert cette carrière, que son Thésée m’a toujours paru trop crédule, & qu’un fils aussi vertueux qu’Hippolyte ne devait pas être condamné si légèrement, sur la déposition d’une femme suspecte, & sur l’indice d’une épée qu’on pouvait avoir prise à son insu, je sais aussi qu’une passion aussi aveugle que la jalousie, peut porter à de plus grandes erreurs, mais cela ne suffit pas au théâtre & le grand secret pour être approuvé, c’est de mettre les spectateurs au point de sentir, qu’ils feraient de même que les acteurs, s’ils se trouvaient en pareille situation.
C’est-là ce qui m’a engagé à mieux fonder la condamnation d’Hippolyte : Voici comment je la prépare.
1°- Les Parques annoncent à Thésée dans les Enfers, d’où il est prêt à sortir, qu’il retrouvera ces mêmes Enfers, chez lui.
2°- Phèdre voulant se percer de l’épée d’Hippolyte, ce Prince la lui arrache, & Thésée arrivant dans le même instant, trouve son fils l’épée à la main contre sa femme, il se rappelle aussitôt la prédiction des Parques, ce qu’il fait entendre par ces vers.
O trop fatal Oracle !
Je trouve les malheurs que m’a prédit l’Enfer.
3°- Phèdre, qu’il interroge, lui répond :
N’approchez point de moi ; l’Amour est outragé ;
Que l’Amour soit vengé.
4°- Œnone, interrogée à son tour, le met dans une plus grande certitude du malheur qu’il craint ; voici comme elle parle :
Un désespoir affreux… pouvez-vous l’ignorer ?
Vous n’en avez été qu’un témoin trop fidèle.
Je n’ose accuser votre fils ;
Mais, la Reine… Seigneur, ce fer armé contre elle,
Ne vous en a que trop appris.
Une fête de Matelots qui survient, empêche Thésée d’entrer dans un plus grand éclaircissement, & trop convaincu du crime de son fils, il en demande la vengeance à Neptune, qui lui a juré sur le Styx, de l’exaucer trois fois.
On sera peut-être surpris que je fasse de Thésée, fils de Neptune ; Mais, outre que j’ai mes garants dans quelques Commentateurs entre lesquels Hyginus tient le premier rang, j’ai cru qu’il était plus vraisemblable que ce Dieu des mers, ne se liât par le terrible serment du Styx, qu’en faveur d’un héros de son sang.
Il est temps de répondre à une objection qu’on m’a faite dans quelques lectures de cette Pièce. L’action, m’a-t-on dit, semble consommée à la fin du quatrième acte, je conviens qu’il en ferait quelque chose, en supposant qu’Hippolyte & Aricie qui donne le nom à ma Tragédie, fussent véritablement morts ; Mais le premier n’ayant fait que disparaître aux yeux des spectateurs, & la dernière n’étant qu’évanouie, on doit vraisemblablement s’attendre à quelques effets de la protection de Diane, annoncée assez dans le premier Acte ».

## Œuvres lyriques et ballets
- 1705 : Renaud ou la suite d'Armide, tragédie lyrique de Desmarest
- 1707 : La Mort d'Ulisse, tragédie publiée chez Pierre Ribou, Paris, selon Privilège du Roy du 17 décembre 1705 cédé à Pierre Ribou et approbation de Fontenelle du 17 décembre 1706 (in-12 de 1 f. de titre, 1 f. non chiffré recto-verso de catalogue du libraire, 2 ff. non chiffrés de privilège du Roy avec la liste des acteurs au verso du 2e feuillet, 71 pp. de texte, approbation de Fontenelle au verso non chiffré de la p. 71)
- 1713 : Histoire de l’Ancien et du Nouveau Testament, avec le fruit qu’on en doit tirer, le tout mis en cantiques. 2e éd. (suivie de) Airs notez pour l’histoire de l’Ancien et du Nouveau Testament, Paris, Le Clerc.
- 1713 : Médée & Jason, tragédie lyrique de Joseph-François Salomon (1649-1732)
- 1714 : Télémaque & Calypso, tragédie lyrique de Destouches
- 1716 : Les Festes de l'été, opéra-ballet de Montéclair
- 1718 : Le Jugement de Pâris, pastorale héroïque, avec Mlle Barbier. Musique de Toussaint Bertin de la Doué.
- 1719 : Les Plaisirs de la campagne, opéra-ballet de Toussaint Bertin de la Doué (v.1680-1743)
- 1722 : Noël nouveaux sur les chants des Noëls anciens et chansons spirituelles pour tout le cours de l’année. Sur les airs d’opéra et vaudevilles très-connus notez pour en faciliter le chant. Nouv. éd. Paris, Le Clerc.
- 1724 : Polydore, tragédie lyrique de Stuck et La Serre
- 1725 : Télégone, tragédie lyrique de Louis Lacoste
- 1728 : Orion (prologue et les deux derniers actes), tragédie lyrique de Louis Lacoste
- 1728 : La Princesse d'Élide, ballet héroïque de Villeneuve
- 1729 : Les Présents des Dieux, dans le ballet héroïque Le Parnasse de François Colin de Blamont
- 1732 : Jephté, tragédie lyrique de Montéclair
- 1733 : Hippolyte & Aricie, tragédie lyrique de Rameau
- 1739 : Les Fêtes d'Hébé, opéra-ballet de Rameau, en collaboration avec Gautier de Mondorge, La Pouplinière et Bernard.
- 1752 : Prologue d'Alphée et Aréthuse de Montéclair pour l'opéra de Campra Aréthuse.
- 1783 : Renaud, opéra de Antonio Sacchini

Outre quelques autres livrets d'opéra (Antigone, Ariane, Loth, Orion), Léris lui prête également plusieurs autres tragédies : La Mort d'Ulysse, Pélopée, Catilina ; six comédies : Le Père intéressé ou la Fausse inconstance, Le Nouveau monde, Le Divorce de l'Amour & de la Raison, Le Pastor fido, L'Inconstant, L'École de l'hymen.